# Pythium ultimum
Pythium ultimum (sin. Globisporangium ultumum) è una specie appartenente alla classe Oomycetes, famiglia Pythiaceae. In origine fu inserito nella famiglia Saprolegniaceae da Pringsheim nel 1858 . 
È una specie altamente polifaga ed è comunemente associata a marciumi radicali in svariate colture, come lattuga, prezzemolo e fragola
Lo sviluppo di questo patogeno è favorito dalle basse temperature.